# Sandro Salvadore
Sandro Salvadore (29. november 1939 - 4. januar 2007) var en italiensk fodboldspiller (libero/midterforsvarer).
Salvadore blev europamester med Italiens landshold ved EM 1968 på hjemmebane, og spillede én af italiernes tre kampe i turneringen. I alt nåede han at spille 36 kampe for landsholdet, og han deltog også ved både VM 1962 i Chile og VM 1966 i England.
På klubplan repræsenterede Salvadore henholdsvis AC Milan i sin fødeby samt Juventus i Torino. Han vandt flere italienske mesterskaber med begge klubber.